# استراتژی فناوری
استراتژی فناوری شامل کشوری می‌شود که از امتیازش در تکنولوژی برای ایجاد و استقرار سلاح‌های با تعداد و قدرت کافی برای مرعوب یا نابود کردن مخالفانش استفاده می‌کند و آن‌ها را مجبور به صرف منابع محدودشان بر روی اقدامات متقابل با فناوری بالا می‌کند.

## استراتژی فناوری
در سال ۱۹۸۳، آژانس اطلاعاتی وزارت دفاع ایالات متحده برنامه‌ای محرمانه، پروژه سقراط، را به منظور توسعه یک سیاست استراتژی فناوری ملی آغاز کرد. این برنامه برای حفظ قدرت نظامی ایالات متحده نسبت به اتحاد جماهیر شوروی بود طراحی شده بود در حالی که حفظ قدرت اقتصادی و نظامی نیز نیاز به حفظ ایالات متحده به عنوان یک ابرقدرت داشت. استراتژی فناوری در کتاب نام‌گذارنده استفان تی پوسونی، جری پورنِل و فرانسیس اکس کِین (سرهنگ بازنشسته نیروی هوایی ایالات متحده) در سال ۱۹۷۰ توصیف شده‌است. خواندن این کتاب در دانشکده‌های نظامی ایالات متحده، دانشکده جنگ‌های هوایی، و دانشکده ملی جنگ در نیمه دوم جنگ سرد اجباری بود.

## جنگ سرد
مثال کلاسیک آرایش موفقیت‌آمیز این استراتژی، افزایش تجهیزات هسته‌ای بین ایالات متحده و اتحاد جماهیر شوروی در دوران جنگ سرد بود. برخی از ناظران بر این باورند که جنگ ویتنام بخش فرسایشی اجتناب ناپذیر این جنگ بود- ظرفیت صنعتی شوروی در ویتنام شمالی به سلاح‌های متعارف منحرف شد به جای توسعه سلاح‌های جدید و تسلیحات هسته‌ای- اما شواهدی را باید یافت مبنی بر اینکه که دولت ایالات متحده در آن زمان آن را بدین گونه می‌دید. اجماع و شواهد کنونی نشان می‌دهد که چیزی نبود جز یک حرکت دفاعی شکست خورده در جنگ سرد در چارچوب دکترین دومینو.
به شکل‌های مختلفی از روی طعنه اظهار می‌شد که تکنولوژی مخفی‌کاری قتل ترحم‌آمیز است به خصوص از آنجا که در موشک‌های کروز گنجانده شدند، که نیاز به تعدادی تأسیسات دست نیافتنی برای حفظ امنیت مرز شوروی داشت؛ جنگ خلیج فارس که ثابت شد مخفی کاری بوده و به راحتی بر نیروهای عراقی دکترین شوروی غلبه یافت؛ یا طرح دفاع استراتژیک رونالد ریگان، تلاشی روشن برای منسوخ کردن زرادخانه‌های هسته‌ای شوروی بود که هزینه بسیار زیادی را برای شوروی جهت حفظ توازن ایجاد کرد.

## نظرات و بحث‌های مخالفت
استدلال می‌شود که استراتژی، موفقیتی بزرگ در جنگ سرد نبود؛ زیرا اتحاد جماهیر شوروی تلاش کمی برای همگام ماندن با سیستم SDI کرد، و این که جنگ در افغانستان باعث تخلیه بسیار بیشتر منابع شوروی شد. با این حال، شوروی مقدار عظیمی پول بر شاتل فضایی بوران خود کرد در تلاش برای رقابت با یک تهدید نظامی درک شده از برنامه شاتل فضایی آمریکا بود که قرار بود در SDI استفاده شود. ملاحظات دیگری وجود دارد. شکی نیست که علی‌رغم آموزش و پرورش عالی فن‌شناسان و دانشمندان شوروی، این ملت‌های اروپا و شمال آمریکا، به ویژه ایالات متحده بودند که بیشتر توسعه تکنولوژیکی را ایجاد کردند.
اتحاد جماهیر شوروی، پیشرفت‌های فنی فوق‌العاده‌ای از خود داشتند. به عنوان مثال: ۱۵٪ بهره‌وری برتر موتورهای موشکی شوروی که از گازهای خروجی برای منبع نیروی پمپ‌های سوخت یا اژدر حفره‌ساز مافوق صوت اسکوال استفاده می‌کرد. قادر به استفاده هم از سلاح جاسوسی عالی خود و هم توانایی ذاتی برنامه‌ریزی مرکزی جهت تمرکز منابع در اثر زیاد بود. اما ایالات متحده راهی برای استفاده از نقاط قوت حریفش برای اهداف خود یافت. در اواخر دهه ۱۹۹۰، مشخص شد که بسیاری از اسرار فنی به سرقت رفته توسط بازویی از سازمان اطلاعات آمریکا به اتحاد جماهیر شوروی منتقل می‌شد. اسناد آن واقعی بودند. آن‌ها نسخه‌هایی از محصولی بودند که حاوی نقصی بحرانی اما نه بارز بودند.
پیچیدگی و عمق اسرار به سرقت رفته چنین بود که بررسی آنها، ممکن بود نیازمند تلاشی تقریباً به اندازهٔ توسعه محصولی مشابه از ابتدا باشد. چنین تلاشی در ملت‌های جهان غرب ممکن بود زیرا هزینه را می‌شد با فروش تجاری بازپرداخت کرد. در شوروی این امر مکن نبود. این نوع جوجیتسوی فناوری ممکن است الگوی درگیری‌های آینده را تعیین کند.